# Al-Ajn al-Bajda
Al-Ajn al-Bajda (arab. عين البيضاء, fr. Aïn el Beïda) – miasto w Algierii, w Umm al-Bawaki. W 2010 liczyło 117 341 mieszkańców.